# Sainte-Marie (Doubs)
Sainte-Marie és un municipi francès situat al departament del Doubs i a la regió de Borgonya - Franc Comtat. L'any 2007 tenia 721 habitants.

## Demografia

### Població
El 2007 la població de fet de Sainte-Marie era de 721 persones. Hi havia 280 famílies de les quals 44 eren unipersonals (24 homes vivint sols i 20 dones vivint soles), 114 parelles sense fills, 102 parelles amb fills i 20 famílies monoparentals amb fills.
La població ha evolucionat segons el següent gràfic:
Habitants censats

### Habitatges
El 2007 hi havia 296 habitatges, 281 eren l'habitatge principal de la família, 5 eren segones residències i 9 estaven desocupats. 282 eren cases i 13 eren apartaments. Dels 281 habitatges principals, 260 estaven ocupats pels seus propietaris, 18 estaven llogats i ocupats pels llogaters i 3 estaven cedits a títol gratuït; 1 tenia una cambra, 3 en tenien dues, 16 en tenien tres, 58 en tenien quatre i 203 en tenien cinc o més. 236 habitatges disposaven pel capbaix d'una plaça de pàrquing. A 97 habitatges hi havia un automòbil i a 171 n'hi havia dos o més.

### Piràmide de població
La piràmide de població per edats i sexe el 2009 era:
| Homes | Edats   | Dones |
| ----- | ------- | ----- |
| 0     | 95 o +  | 0     |
| 0     | 90 a 94 | 0     |
| 4     | 85 a 89 | 0     |
| 0     | 80 a 84 | 0     |
| 4     | 75 a 79 | 12    |
| 16    | 70 a 74 | 16    |
| 24    | 65 a 69 | 16    |
| 20    | 60 a 64 | 24    |
| 24    | 55 a 59 | 24    |
| 28    | 50 a 54 | 32    |
| 32    | 45 a 49 | 28    |
| 48    | 40 a 44 | 44    |
| 28    | 35 a 39 | 36    |
| 12    | 30 a 34 | 4     |
| 8     | 25 a 29 | 12    |
| 12    | 20 a 24 | 12    |
| 28    | 15 a 19 | 28    |
| 32    | 10 a 14 | 32    |
| 32    | 5 a 9   | 24    |
| 8     | 0 a 4   | 16    |

## Economia
El 2007 la població en edat de treballar era de 461 persones, 336 eren actives i 125 eren inactives. De les 336 persones actives 320 estaven ocupades (166 homes i 154 dones) i 16 estaven aturades (8 homes i 8 dones). De les 125 persones inactives 55 estaven jubilades, 38 estaven estudiant i 32 estaven classificades com a «altres inactius».

### Ingressos
El 2009 a Sainte-Marie hi havia 285 unitats fiscals que integraven 728 persones, la mediana anual d'ingressos fiscals per persona era de 21.575 €.

### Activitats econòmiques
Dels 32 establiments que hi havia el 2007, 1 era d'una empresa extractiva, 2 d'empreses de fabricació d'altres productes industrials, 7 d'empreses de construcció, 7 d'empreses de comerç i reparació d'automòbils, 4 d'empreses de transport, 1 d'una empresa d'hostatgeria i restauració, 1 d'una empresa d'informació i comunicació, 1 d'una empresa financera, 5 d'empreses de serveis, 1 d'una entitat de l'administració pública i 2 d'empreses classificades com a «altres activitats de serveis».
Dels 10 establiments de servei als particulars que hi havia el 2009, 1 era una oficina de correu, 2 tallers de reparació d'automòbils i de material agrícola, 2 fusteries, 4 lampisteries i 1 perruqueria.
Dels 2 establiments comercials que hi havia el 2009, 1 era una botiga de més de 120 m² i 1 una botiga de material de revestiment de parets i terra.
L'any 2000 a Sainte-Marie hi havia 5 explotacions agrícoles.

## Equipaments sanitaris i escolars
El 2009 hi havia una escola elemental integrada dins d'un grup escolar amb les comunes properes formant una escola dispersa.

## Poblacions més properes
El següent diagrama mostra les poblacions més properes.